# Typhlops geotomus
Espèce
Synonymes
- Typhlops monastus geotomus Thomas, 1966
- Antillotyphlops geotomus (Thomas, 1966)

Typhlops geotomus est une espèce de serpents de la famille des Typhlopidae. 

## Répartition
Cette espèce est endémique du Nord des Petites Antilles. Elle se rencontre à Barbuda, à Great Bird Island, à Antigua, à Saint-Christophe et à Niévès.

## Description
L'holotype mesure 196 mm dont 5 mm pour la queue.

## Publication originale
- Thomas, 1966 : Leeward Islands Typhlops (Reptilia, Serpentes). Proceedings of the Biological Society of Washington, vol. 79, p. 255-265 (texte intégral).